# ۱۲۱۵ (میلادی)
۱۲۱۵ (میلادی) هزار و دویست و پانزدهمین سال تقویم میلادی است.

## زادگان
- لوِِِِِیی نهم

‎